# 데포르티보 톨루카 FC
데포르티보 톨루카 풋볼 클럽(Deportivo Toluca Fútbol Club)은 멕시코 멕시코주 톨루카의 축구 클럽이다.

## 성적

### 멕시코 국내 대회
- 멕시코 프리메라 디비시온: 우승 10회 (1966-67, 1967-68, 1974-75, 1998 하계 리그, 1999 하계 리그, 2000 하계 리그, 2002 동계 리그, 2005 동계 리그, 2008 동계 리그, 2010 하계 리그)
- 멕시코 세군다 디비시온: 우승 1회 (1952-53)
- 코파 멕시코: 우승 2회 (1955-56, 1988-89)
- 캄페온 데 캄페오네스: 우승 4회 (1966-67, 1967-68, 2002-03, 2005-06)

### 국제 대회
- CONCACAF 챔피언스리그: 우승 2회 (1968, 2003)

## 선수 명단

### 현역
참고: FIFA 자격 규정에 따라 소속된 국가대표팀 국기를 표시합니다. 선수는 복수의 FIFA 비회원국 국적을 가지고 있을 수 있습니다.
| 번호 | 포지션 | 국적     | 이름              |
| ---- | ------ | -------- | ----------------- |
| 1    | GK     |          | 티아구 볼피       |
| 6    | DF     | 우루과이 | 페데리코 페레이라 |

| 번호 | 포지션 | 국적     | 이름              |
| ---- | ------ | -------- | ----------------- |
| 23   | MF     |          | 클라우디오 바에사 |
| 25   | MF     |          | 알렉시스 베가     |
| 31   | FW     | 파라과이 | 로버트 모랄레스   |

## 역대 감독
| 감독            | 임기        |
| --------------- | ----------- |
| 가스파르 루비오 | 1958 ~ 1959 |
| 리카르도 라볼페 | 2001 ~ 2002 |
| 호세 카르도소   | 2013 ~ 2016 |
| 리카르도 라볼페 | 2019        |